# Maglajci
Maglajci (cyr. Маглајци) – wieś w Bośni i Hercegowinie, w Republice Serbskiej, w gminie Kozarska Dubica. W 2013 roku liczyła 57 mieszkańców.